# Christentum in Brunei
Das Christentum ist die Religion von etwa 10 % der Bevölkerung vom Sultanat Brunei.
Der Islam ist formal die Staatsreligion in Brunei, die Religionsfreiheit wird allerdings durch die Verfassung zumindest theoretisch garantiert. Der Kontakt mit Christen in anderen Ländern, die Bibel und die öffentliche Feier von Weihnachten jedoch sind verboten. Christen dürfen nicht missionieren, in den Schulen des Landes ist die Lehre des Christentums verboten. Muslime, die zum Christentum konvertieren, sind dem Druck der Behörden und der Gesellschaft ausgesetzt. Wenn sich religiöse Organisationen nicht registrieren, können ihre Mitglieder verhaftet werden. Ehen zwischen Christen und Muslimen sind nicht gestattet. Proselytismus seitens der Christen ist verboten.

## Protestantische Konfessionen
- Evangelical Church of Borneo: etwa 0,6 % der Einwohner sind Mitglieder dieser Kirche[3]
- Koreanische Kirche
- Methodistische Kirche
- Kirche der Siebenten-Tags-Adventisten

## Römisch-Katholische Kirche
In Brunei bestehen drei römisch-katholische Gemeinden. Sie gehören zum Apostolischen Vikariat von Brunei.